# Erwin Müller
Erwin Müller (Wäschenbeuren, 9 augustus 1919) is een Duits componist en dirigent.
Müller studeerde tijdens zijn militaire dienst tevens aan de Staatliche Hochschule für Musik und Darstellende Kunst Stuttgart en behaalde zijn diploma als componist en dirigent. Hij was als dirigent verbonden aan verschillende blaasorkesten en andere ensembles in de Duitse deelstaat Baden-Württemberg. Onder anderen was hij van 1953 tot 1960 dirigent van de Akkordeon-Trachtengruppe Glottertal en later ook van het Harmonika Orchester Schopfheim 1930 e.V.. 
Als componist schreef hij verschillende werken voor harmonieorkest.

## Composities

### Werken voor harmonieorkest
- Europa-Suite
- Concert, voor trompet en harmonieorkest
- Thema en variaties over "O du lieber Augustin", voor trompet en harmonieorkest
- Russische Skizzen